# Antje von der Ahe
Antje von der Ahe (* 5. März 1970 in Ost-Berlin) ist eine deutsche Schauspielerin, Synchronsprecherin und -regisseurin, Sprecherin von Hörspielen und Hörbüchern sowie Sängerin (Mezzosopran).

## Leben und Werk
Antje von der Ahe begann ihre Karriere in der Liedertheatergruppe thema, die zum Underground in der Ostberliner Theaterszene gehörte. Hier sammelte sie erste Erfahrungen im Bereich Kindertheater und bei politisch engagierten Arbeiten außerhalb des staatlich geförderten Theaterbetriebes.
Da Antje von der Ahe, neben André Zimmermann, zu den begabtesten Darstellern des Ensembles gehörte, bekam sie die Möglichkeit, in Rostock Schauspiel zu studieren. Das ging auch auf eine ausdrückliche Empfehlung des Dramatikers Peter Brasch zurück, der sie fortan förderte. So war es fast zwangsläufig, dass sie ihre Karriere am Berliner Kinder- und Jugendtheater Carrousel (heute Theater an der Parkaue) unter der Leitung von Manuel Schöbel begründete.
Außerdem gab sie nach der Schauspiel- und Gesangsausbildung (bei Leonore Gendries) als Darstellerin an den Bühnen in Dresden, sowie Theaterengagements in Rostock und Hamburg 1991 ihr Leinwanddebüt.
Sie spielte in Siegfried Kühns Film Die Lügnerin ihre erste Filmrolle, gefolgt von Matrosenliebe, ein Jahr später, dann Tätigkeiten in Fernsehserien, wie Kurklinik Rosenau, Praxis Bülowbogen, Happy Birthday, Dr. Stefan Frank – Der Arzt, dem die Frauen vertrauen, Schloss Einstein, Für alle Fälle Stefanie, In aller Freundschaft, Wolffs Revier, Familie Dr. Kleist und Schmetterlinge im Bauch. Im Kino feierte sie ihren bisher größten Erfolg in Otto – Der Katastrofenfilm.
Am Theater spielte Antje von der Ahe nach ihrer langjährigen Zusammenarbeit mit Manuel Schöbel unter anderem am bat in Manfred Karges Inszenierung von Der Dunkle und unter Anna Bergmanns Regie in Krankheit der Jugend. In der Komödie am Kurfürstendamm spielte sie unter Wolfgang Spier die Carol in Peter Shaffers Komödie im Dunkeln.
Als Synchronsprecherin lieh Antje von der Ahe ihre Stimme beispielsweise Katherine Heigl als Isobel Stevens in Grey’s Anatomy und in Die nackte Wahrheit, Ellie Bartowski in Chuck, Pauley Perrette als Abigail Sciuto in Navy CIS und Navy CIS: L.A., Sarah Wayne Callies als Dr. Sara Tancredi in Prison Break, als Rukia Kuchiki in Bleach, als Lori Grimes in The Walking Dead und Kim Raver als Nico Reilly in Lipstick Jungle, als Julianne Giacomelli in Being Erica – Alles auf Anfang, als Sam in der Serie Totally Spies, als C.C. in dem Anime Code Geass, als Revy in dem Anime Black Lagoon, als Musiklehrerin Sawako Yamanaka in K-On!, aber auch als Faye Valentine in dem Anime Cowboy Bebop und als Mari Kusakabe in dem Erdbebendrama Tokyo Magnitude 8.0. In der dänisch-schwedischen Krimireihe Die Brücke – Transit in den Tod ist sie in der Hauptrolle Saga Norén, im Original Sofia Helin, zu hören.
In dem Action-Titel Resident Evil: Revelations für den Nintendo 3DS spricht sie die Figur der Jessica. 2022 sprach sie im Videospiel Lego Star Wars: Die Skywalker Saga die Rolle der Jedi-Meisterin Yaddle. In der im gleichen Jahr erschienenen Fernsehserie Star Wars: Geschichten der Jedi synchronisierte sie die Rolle erneut, nun im Original gesprochen von Bryce Dallas Howard.
2015 wirkte sie erstmals in den Hörspielserien Gruselkabinett und Sherlock Holmes von Titania Medien mit.
Sie ist die Standardsynchronsprecherin für Katherine Heigl.
Ihre Tochter Lina von der Ahe ist ebenfalls als Synchronsprecherin und Hörspielsprecherin tätig.

## Sprechrollen (Auswahl)
Katherine Heigl
- 2006: Beim ersten Mal als Alison Scott
- 2006–2010: Grey’s Anatomy (Fernsehserie) als Dr. Isobel „Izzie“ Catherine Stevens
- 2008: 27 Dresses als Jane Nichols
- 2009: Die nackte Wahrheit als Abby Richter
- 2010: So spielt das Leben als Holly Berenson
- 2010: Kiss & Kill als Jen Kornfeldt
- 2011: Happy New Year als Laura Carrington
- 2012: Einmal ist keinmal als Stephanie Plum
- 2017: Unforgettable – Tödliche Liebe als Tessa Connover
- 2018–2019: Suits als „Samantha Wheeler“

Sofia Helin
- 2011–2018: Die Brücke – Transit in den Tod (Fernsehserie) als Saga Norén
- 2013: Drachenkrieger – Das Geheimnis der Wikinger als Elisabeth
- 2017: Schneemann als Mutter
- 2023: Iris – Die Wahrheit (Fernsehserie) als Iris Broman

Sarah Wayne Callies
- 2006: Die Prophezeiungen von Celestine als Marjorie
- 2007–2009/2017: Prison Break (Fernsehserie) als Dr. Sara Tancredi
- 2010–2013: The Walking Dead (Fernsehserie) als Lori Grimes

Fumiko Orikasa
- 2009–2010/seit 2019: Bleach (Fernsehserie) als Rukia Kuchiki
- 2020: Bleach: Hell Verse als Rukia Kuchiki

Jessica St. Clair
- 2011: Brautalarm als Whitney
- 2020: Lady Business als Kim

### Filme
- 1998: Satisfaction als Daryle (Julia Roberts)
- 2001: Miss Undercover als Beth (Jessica Holcomb)
- 2008: Sex and the City – Der Film als Cathy (Bewerberin) (Bridget Everett)
- 2009: Splice – Das Genexperiment als Elsa Kast (Sarah Polley)
- 2013: Sharknado – Genug gesagt! als April Wexler (Tara Reid)
- 2013: The Immigrant als Clara (Jicky Schnee)
- 2016: Zoomania als Bonnie Hopps (Bonnie Hunt)
- 2020: Plötzlich aufs Land – Eine Tierärztin im Burgund als Florence (Julie Schotsmans)

### Serien
- 1998–1999: Cowboy Bebop als Faye Valentine (Megumi Hayashibara)
- 1999–2001: Unten am Fluss – als Marigold (Stephanie Morgenstern; Penny Freeman)
- 2000: Charmed – Zauberhafte Hexen als Charlene (Rebekah Carlton)
- 2004: Desperate Housewives als Brandi (Anne Dudek)
- 2004–2007: Veronica Mars als Madison Sinclair (Amanda Noret)
- 2004–2010: Lost als Cindy Chandler (Kimberley Joseph)
- 2005–2007: Feuerwehrmann Sam als Feuerwehrfrau Penny Morris (Sarah Hadland)
- 2005–2015: Das Büro als Pam Halpert (Jenna Fischer)
- 2005–2018: Navy CIS als Abigail „Abby“ Sciuto (Pauley Perrette)
- 2006: Bones – Die Knochenjägerin als Rebecca Stinson (Jessica Capshaw)
- 2006: Desperate Housewives als Veronica (Kristin Bauer van Straten)
- 2007: Black Lagoon als Revy (Megumi Toyoguchi)
- 2007–2009: Samantha Who? als Andrea Belladonna (Jennifer Esposito)
- 2007–2009: Skins – Hautnah als Angie (Siwan Morris)
- 2007–2012: Chuck als Ellie Bartowski (Sarah Lancaster)
- 2008: Black Butler als Mina (Yuuko Gotou)
- 2009: Desperate Housewives als Lila Dash (Marie Caldare)
- 2009: Dark Blue als Melissa Curtis (Meta Golding)
- 2009–2010: Code Geass: Lelouch of the Rebellion als C.C. (Yukana Nogami)
- 2009–2010: K-On! als Sawako Yamanaka (Asami Sanada)
- 2010–2017: Blue Bloods – Crime Scene New York als Linda Reagan (Amy Carlson)
- 2011–2016: Awkward – Mein sogenanntes Leben als Valerie Marks (Desi Lydic)
- 2012: Pandora Hearts als Emily (Akira Ishida)
- 2012: Chicago Fire als Hallie Thomas (Teri Reeves)
- 2012: Desperate Housewives als Staatsanwältin Emily Stone (Christina Chang)
- 2012–2014: Weißt du eigentlich, wie lieb ich dich hab? als Blauvogel (Angelique Perrin)
- 2014–2015: Shigatsu wa Kimi no Uso – Sekunden in Moll als Saki Arima (Mamiko Noto)
- 2014–2015: The Last Ship als Dr. Rachel Scott (Rhona Mitra)
- 2015: Star Wars Rebels als Siebte Schwester (Sarah Michelle Gellar)
- 2015–2016: Detective Laura Diamond als Laura Diamond (Debra Messing)
- 2017–2020: Haikyu!! als Saeko Tanaka (Yuka Komatsu)
- 2017–2022: Riverdale als Hermione Lodge (Marisol Nichols)
- 2017–2021: Für Ryouko Gi in Black Clover als Hexenkönigin
- Seit 2017: Rochelle Aytes in S.W.A.T. als Nichelle
- 2018: Mirai Nikki als Rea Amano (Kaoru Mizuhara)
- 2018–2020: Chilling Adventures of Sabrina als Hilda Spellman (Lucy Davis)
- 2018–2022: Aggretsuko als Gori
- 2019: The Promised Neverland als Isabella (Yuko Kaida)
- 2019: Vinland Saga als Lydia (Sayaka Oohara)
- 2020: Ich schweige für dich als Corinne Price (Dervla Kirwan)
- 2020–2021: The Flash als Eva McCulloch/Mirror Mistress/Mirror Monarch (Efrat Dor)
- 2021–2022: Fate: The Winx Saga als Vanessa (Eva Birthistle)
- 2021–2023: Gossip Girl (Fernsehserie) als Katherine „Kiki“ Hope (Laura Benanti)
- 2022: Star Wars: Geschichten der Jedi als Yaddle (Bryce Dallas Howard)
- seit 2022: Für Yuuko Kaida in Spy × Family als Sylvia Sherwood
- 2024: FBI als "Gwen Carter" (Joelle Carter)

### Videospiele
- 2005: TKKG – Gefährliche Ferien (Amanda Styles)
- 2011: Anno 2070 als EVE
- 2012: World of Warcraft als weibliche Pandaren
- 2013: The Last of Us als Maria
- 2013: Final Fantasy XIV: A Realm Reborn als Nanamo Ul Namo
- 2014: Risen 3: Titan Lords als Patty
- 2015: Anno 2205 als Synthetics
- 2015: Mortal Kombat X als D’Vorah, Sindel, Sareena und Frost
- 2016: XCOM 2 als Chief An-Yi „Lilly“ Shen
- 2017: Assassin’s Creed Origins als Layla Hassan
- 2019: Anno 1800 als Hannah Goode
- 2020: Tell Me Why als Mary-Ann Ronan
- 2022: Lego Star Wars: Die Skywalker Saga als Yaddle
- 2022: Mario + Rabbids Sparks of Hope als Sukkulenta[2]
- 2023: The Legend of Zelda: Tears of the Kingdom als Mineru

## Filmografie
- 1992: Die Lügnerin
- 1996: Dr. Stefan Frank – Der Arzt, dem die Frauen vertrauen – Dr. Frank und das Waisenkind

## Theater
- 1992: Volker Braun/Bertolt Brecht: Der Sozialismus geht, und Johnny Walker kommt – Regie: Manuel Schöbel/Peter Schroth (caroussel Theater Berlin)
- 1992: Peter Ensikat: Die Bremer Stadtmusikanten – Regie: Manuel Schöbel (caroussel Theater Berlin)

## Hörspiele (Auswahl)
- 1998: Simone Schneider: Malaria – Regie: Annette Jainski (Hörspiel – DLR)
- 2000: Jenny Reinhardt: Das Nordseeschwein – Regie: Beatrix Ackers (Hörspiel – DLR)
- 2001: Steffen Thiemann:  Nichtschwimmercafé – Regie: Christiane Ohaus (Hörspiel – NDR)
- 2002: Andreas Knaup:  Genopoly – Regie: Robert Matejka (Hörspiel – DLR)
- 2004: Holger Siemann: Mordspiel (Fatima) – Regie: Christa Kowalski (Kriminalhörspiel – RBB)
- 2004: Heiner Grenzland: Making of ... Nach dem Roman „Ich kann dir eine Wunde schminken“ von Tobias Hülswitt – Regie: Heiner Grenzland (Hörspielperformance – DLR Berlin)
- 2005: Tom Peuckert:  Patriarchendämmerung – Regie: Andrea Getto (Hörspiel – RBB)
- 2007: Andrea Camilleri: Toter Mann – Regie: Götz Naleppa (Kriminalhörspiel – DKultur)
- 2008: Maraike Wittbrodt: Glücksbrief – Regie: Beatrix Ackers (Kinderhörspiel – DKultur)
- 2011: Gruselkabinett – 53: Die Herrenlose, Titania Medien, ISBN 978-3-7857-4477-2
- 2020: Marie de France: Bisclavret – Regie: Marc Gruppe (Folge 166 der Reihe Gruselkabinett – Titania Medien)
- 2020: Der junge Sherlock Holmes 2: Die Königin der Ratten, floff publishing/Audible

## Hörbücher (Auswahl)
- 2013: Arwen Elys Dayton: Resurrection Verlorenes Licht (Audible exklusiv)
- 2014: Deborah Reed: Komm wieder zurück (Audible exklusiv)
- 2014: Greta Milán: Julis Schmetterling (Audible exklusiv)
- 2020: Karen M. McManus: The Cousins (Hörbuch-Download, gemeinsam mit Maximiliane Häcke, Nicolás Artajo & Anja Stadlober), der Hörverlag, ISBN 978-3-8445-4091-8